# ツァーリ・タンク
ツァーリ・タンク（ロシア語: Царь-танк ； 英語: Tsar Tank）とは第一次世界大戦中にロシア帝国が開発した戦車である。レベデンコ・タンク（Lebedenko Tank）の名称でも知られている。
履帯方式の「戦車」が登場する前に、英・仏・独・米・露の列強各国で開発が検討されていた、「ビッグ・ホイール」方式（塹壕を塹壕幅を超える大直径の車輪で乗り越えようという発想）の一つであった。しかし、ここまで巨大な物を実際に製造したのは、ロシアだけである。

## 概要
第一次世界大戦では、戦車が実戦に投入されたが、ロシアのニコライ・ジュコーフスキーやボリス・ステーチキン及びアレクサンドル・ミクーリンなどは、独自のコンセプトによる戦車を開発しようとした。これは現在の戦車が使用する履帯ではなく、巨大な三輪車のような形状をした戦車であった。すなわち、直径9mのスポーク車輪2つを前輪にし、後輪は操作性をつけるために高さ1.5mのスポークホイールを付けていた。この三輪に支えられた8mの鋼製車体には砲塔とエンジンが設置され、幅は12mあった。砲塔は車体中央部に上下1基ずつ、側面に左右1基ずつの計4基を装備。エンジンは中央部上下の砲塔を挟んで左右に置かれていて、ギアを介して巨大な前輪を駆動させた。
ツァーリ・タンクは初期のテストの際に 射撃力が弱く損傷しやすい兵器であるとされ、計画は中止になった。巨大な車輪は障害物を乗り越えるために考えられたものだったが、被弾によって片方の車輪に損傷やゆがみが生じれば直進できなくなる恐れがあるだけでなく、重量過重のため軟弱な地面や溝にはまってしまう傾向があり、そこから脱出するためのパワーもまた不足していた。さらに、後輪が塹壕に引っ掛かることもあったといい、不整地での使用や塹壕陣地の突破には不向きな兵器であった。

## 開発
1915年には陸軍省の認可を得て上級委員会が発足し、同年の7月から8月にかけて試作車が完成。8月にはモスクワ郊外でテストが行われた。しかしそのテストは大失敗に終わり、陸軍の倉庫にしまわれていた車両は1923年にスクラップとなった。